# 贝利尼剧院 (那不勒斯)

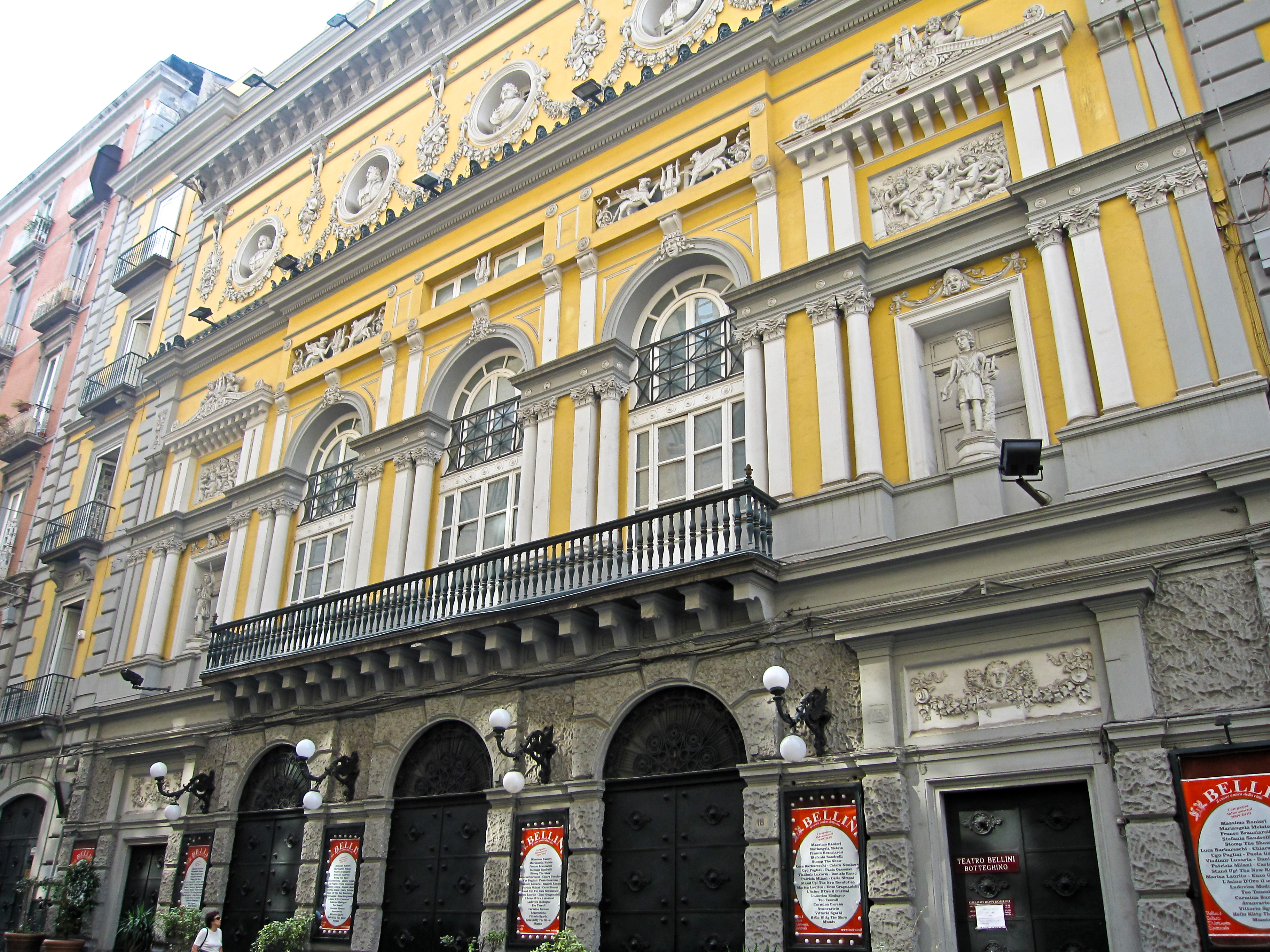
外观

贝利尼剧院（Teatro Bellini）位于意大利那不勒斯市中心的温琴佐·贝利尼街（Via Vincenzo Bellini）与 Via Conte di Ruo转角，与那不勒斯美术学院一街之隔。
该建筑以作曲家温琴佐·贝利尼命名，在19世纪20年代他在那不勒斯学习音乐。在他的家乡西西里的卡塔尼亚，也有一座以他命名的马西莫贝利尼剧院（Teatro Massimo Bellini）。
该剧院创建于1864年，最初靠近但丁广场，于1869年被烧毁，新建筑距离原址有几百英尺。

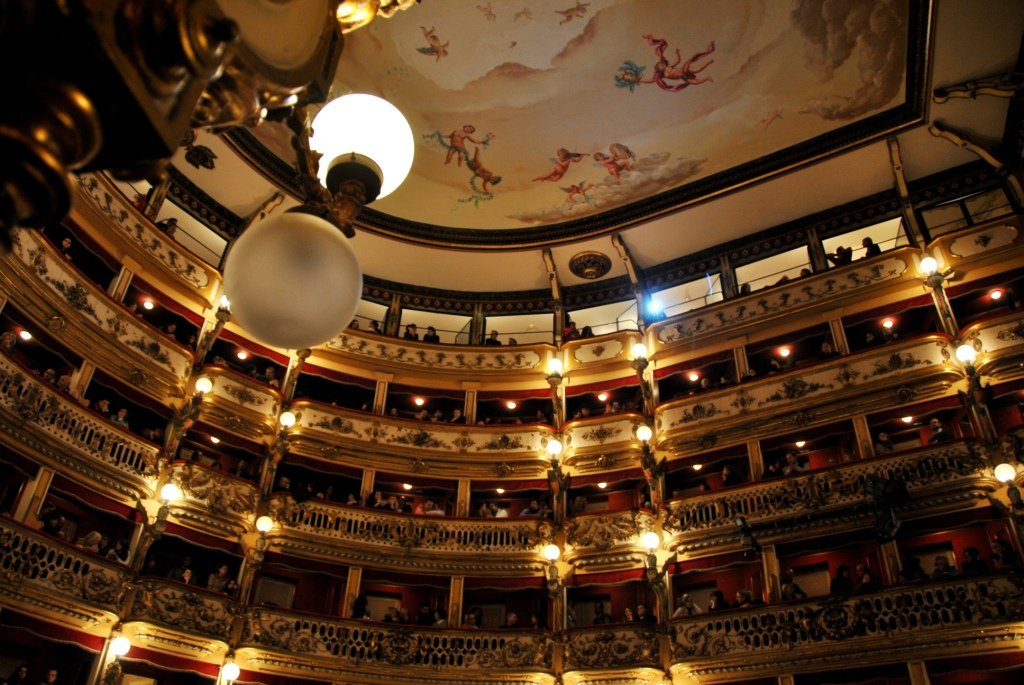
剧院内部

在1877年2月6日，上演贝利尼的歌剧《清教徒》。。
该剧院上演歌剧和轻歌剧约一个世纪。到1960年代，它已成为危房，改为廉价电影院，认为将被拆除。1986年，一群当地艺术家将其修复。